# Kz 8 cm GrW 42
Kz 8 cm GrW 42（Kurzer 8 cm Granatwerfer 42）は、第二次世界大戦でドイツ国防軍が使用した迫撃砲である。

## 概要
空挺部隊用に8 cm sGrW 34の砲身を短縮して軽量化した物で、輸送する時は砲身・支持架・底盤の3つに分解して人力で運ぶことができる。
1943年からは5 cm leGrW 36の代わりに歩兵部隊にも配備されている。
使用する砲弾は8 cm sGrW 34と同じであるが、射距離は半分以下になっている。